# Антоніо Дамато
Антоніо Дамато (15 серпня 1972, Барлетта) — колишній італійський футбольний арбітр. Він судив матчі в Серії А з 2006 по 2018 рік. Арбітр ФІФА та УЄФА з 2010 по 2016 рік.
Юрист за фахом.

## Суддівська кар'єра
10 грудня 2006 року Дамато судив свій перший матч у першому дивізіоні Італії. Матч між Катанією та Удінезе завершився з рахунком 1–0 на користь Катанії. У цьому матчі він показав три жовті картки.
Через чотири роки, 22 липня 2010 року, Антоніо Дамато відсудив свій перший матч у Лізі Європи УЄФА. Динамо (Бухарест) і Олімпія (Бельці) зустрілися в першому раунді 5–1. У цій грі італійський арбітр показав чотири жовті картки та призначив пенальті у ворота «Динамо».
Свій перший міжнародний матч на рівні збірних він відсудив 8 жовтня 2010 року, коли збірна Греції перемогла команду Латвії з рахунком 1–0.У цьому матчі італійський арбітр показав 2 жовті картки грецьким і 3 латиським гравцям.
У 2013 році судив матчі XXVII Всесвітньої літньої Універсіади, яка проходила в Казані.
Дамато судив фінал Суперкубка Італії з футболу 2016 та фінал кубка Італії з футболу 2018.